# Monte-Carlo Bay Hotel & Resort
El Monte-Carlo Bay Hotel & Resort es un complejo turístico enclavado en el barrio de Larvotto, en Mónaco. Este hotel de lujo pertenece a la Société des Bains de Mer de Mónaco. Fue inaugurado en 1929. Con vistas al mar Mediterráneo, el Monte-Carlo Bay Hotel & Resort es parte de los hoteles de élite de Mónaco con el Hôtel de Paris Monte-Carlo, el Hôtel Hermitage Monte-Carlo y Monte-Carlo Beach. El Monte-Carlo Bay Hotel & Resort es administrado por la Société des Bains de Mer de Mónaco e incluye 334 habitaciones, además de 22 suites.